# Shafiga Akhundova
Shafiga Akhundova (en azerí: Şəfiqə Axundova) fue un compositora prominente de Azerbaiyán, la Artista del Pueblo de Azerbaiyán (1998).

## Vida
Shafiga Akhundova nació el 21 de enero de 1924 en Şəki.
En los años 1943-1944 estudió en la clase de Uzeyir Hajibeyov, en la Escuela de Música en nombre de Asef Zeynalli. En 1956 se graduó en la Academia de Música de Bakú.
En 1972 Shafiga Akhundova compuso su primera ópera – “Gəlin qayası” (La roca de novia) y fue la primera compositora de ópera en el Este.
En 1998 fue nombrado el Artista del pueblo de la República de Azerbaiyán. En 2005 la compositora fue galardonada con la Orden Shohrat.
Shafiga Akhundova murió el 26 de junio de 2013 y fue enterrado en Bakú, en el Callejón de Honor.

## Obras
- La opereta “Ev bizim, sirr bizim” (La casa es nuestra, el misterio es nuestro) - 1965

- La ópera “Gəlin qayası” (La roca de novia) - 1972

- Suites

- Coros, canciones, músicas para el teatro

## Premios
- Medalla al Trabajador Veterano

- Orden de la Insignia de Honor

- Medalla Conmemorativa por el Centenario del Natalicio de Lenin

- Artista de Honor de la RSS de Azerbaiyán

- Artista del pueblo de la República de Azerbaiyán

- Orden Shohrat